# 遠州佐倉站
遠州佐倉站（日语：／ Enshū-Sakura eki */?）是位於静岡縣小笠郡濱岡町（現時：御前崎市），靜岡鐵道駿遠線的鐵路車站（廢站）。

## 歷史
- 1948年（昭和23年）9月6日 - 靜岡鐵道駿遠線的車站啟用[1]。
- 1964年（昭和39年）9月27日 - 堀野新田站至新三俁站之間被廢除，此站也被廢除[1]。

## 現狀
車站遺址建設了醫院。在車站對出道路對面設有佐倉郵局。

## 相鄰車站
靜岡鐵道
駿遠線
玄保－遠州佐倉－櫻池

## 注腳
1. 1 2  今尾惠介監修《日本鐵道旅行地圖帳 7號 東海》新潮社 31頁

## 相關項目
- 日本鐵路車站列表 E